# ميغيل ابيا بيتيو بوريكو
ميغيل ابيا بيتيو بوريكو (بالإسبانية: Miguel Abia Biteo Boricó)‏ Miguel Abia Biteo Boricó هو رئيس وزراء غينيا الاستوائية.